# Giwat ha-Szelosza
Giwat ha-Szelosza (hebr. גבעת השלושה; pol. Wzgórze Trzech) – kibuc położony w samorządzie regionu Derom ha-Szaron, w Dystrykcie Centralnym, w Izraelu.
Leży na równinie Szaron w pobliżu rzeki Jarkon, w otoczeniu miast Petach Tikwa i Rosz ha-Ajin, moszawów Kefar Sirkin i Newe Jarak, oraz kibucu Enat. Na południe od kibucu znajduje się baza sił powietrznych izraelskiej armii Kefar Sirkin. Członek Ruchu Kibuców (Ha-Tenu’a ha-Kibbucit).

## Historia
Kibuc został założony 1 maja 1925 przez żydowskich imigrantów z Polski, którzy byli członkami syjonistycznej organizacji młodzieżowej HeHalutz. Pierwotnie kibuc był położony na zachód od miasta Petach Tikwa, przy współczesnym skrzyżowaniu ulic Arlozorov i Tzaha, w miejscu gdzie obecnie znajduje się szkoła rolnicza Rosa Cohen. Nazwano go na cześć trzech żydowskich robotników z Petach Tikwa, którzy podczas I wojny światowej zostali oskarżeni przez władze tureckie o szpiegostwo na rzecz Wielkiej Brytanii. Zostali oni przewiezieni do więzienia w Damaszku, gdzie byli torturowani i zostali straceni w 1916.
W okresie brytyjskiego Mandatu Palestyny kibuc służył jako tajna baza szkoleniowa oddziałów Palmach i magazyn broni. 29 czerwca 1946 brytyjskie oddziały wojskowe zajęły kibuc (operacja „Agata”) poszukując członków syjonistycznych organizacji podziemnych.
W 1953 nastąpiło przeniesienie kibucu na obecną lokalizację. Część jego mieszkańców założyła wówczas pobliski kibuc Enat.

## Kultura i sport
W kibucu jest ośrodek kultury, boisko do piłki nożnej, korty tenisowe i basen kąpielowy.

## Gospodarka
Gospodarka kibucu opiera się na rolnictwie, sadownictwie i hodowli bydła mlecznego. Znajduje się tutaj zakład prefabrykatów budowlanych.
Firma Tomcar Ltd. produkuje doświadczalne samochody terenowe dla potrzeb przemysłu, rolnictwa i wojska. Spółka Millimetrix Broadband Networks Ltd. rozwija technologię szerokopasmowych modemów do komunikacji radiowej.
Na północny wschód od kibucu znajduje się stacja pomp, które tłoczą wodę z rzeki Jarkon dwoma rurociągami na południe, na pustynię Negew. Urządzono tutaj centrum obsługi turystów (Yarkon Springs Center), w którym można zapoznać się ze schematem i sposobem działania izraelskiego systemu wodnego.

## Turystyka
Na północny wschód od kibucu znajduje się Park Narodowy Jarkon zajmujący powierzchnię 1 315 hektarów wokół rzeki Jarkon. Największymi tutejszymi atrakcjami są wzgórze Tel Afek z ruinami osmańskiej twierdzy Binar Bashi (pochodzi z 1571) oraz obszar źródeł rzeki Jarkon. Pomimo że większa część wody jest pobierana przez krajowy system wodny, to rzeka nigdy nie wysycha i jej brzegi rozkwitają bogactwem fauny i flory.

## Komunikacja
Na północ od kibucu przebiega autostrada nr 5 (Tel Awiw–Ari’el), a na wschód autostrada nr 6, brak jednak możliwości bezpośredniego wjazdu na nie. Z kibucu wyjeżdża się na północny zachód na drogę nr 483 , którą jadąc na wschód dojeżdża się do miasta Rosz ha-Ajin (jadąc stąd drogą nr 444  na północ dojedzie się do węzła drogowego z autostradami nr 5 i 6), lub jadąc na zachód dojeżdża się do miasta Petach Tikwa i drogi ekspresowej nr 40  (Kefar Sawa–Ketura).

## Osoby związane z kibucem
- Icchak Rabin – przez 2 lata uczył się w tutejszej szkole rolniczej[6].